# Capo Negrais
Il capo Negrais, conosciuto anche come Mawtin Point (in lingua birmana: Mawtin Zun), è un promontorio posto all'estremità sud-occidentale del delta dell'Irrawaddy, nella Bassa Birmania. Secondo la suddivisione dei mari effettuata nel 1953 dall'Organizzazione degli oceani e dei mari, costituisce il limite continentale orientale del golfo del Bengala, e separa quest'ultimo dal mare delle Andamane.
La linea che separa i due bacini prosegue a sud verso Preparis, la più settentrionale delle isole Andamane, dalla quale capo Negrais dista 133 km. È anche il limite del delta dell'Irrawaddy, il cui ultimo braccio occidentale sbocca proprio sulla costa est del capo. L'insenatura che ha inizio ad est del delta prende il nome di golfo di Martaban.

## Storia
Nel 1753, nella zona del capo vi fu il primo insediamento in Birmania dei britannici, preoccupati per l'influenza crescente nel paese dei francesi, che avevano spalleggiato la rivolta dei mon contro Ava, sfociata nell'istituzione del Regno Restaurato di Hanthawaddy. Si insediarono nell'isola di Negrais, l'odierna Haingyi Kyun, situata a 4 km dal capo Negrais e all'imbocco del braccio del fiume, dove formarono un avamposto commerciale e costruirono un forte. In seguito il re birmano Alaungpaya lanciò dal nord una campagna per riunificare il paese, ma trovò difficoltà a sconfiggere i mon ed i loro alleati francesi. Offrì ai britannici la cessione dell'isola di Negrais in cambio del loro supporto militare nella campagna, ma ottenne un rifiuto.
Dopo essere riuscito a sconfiggere mon e francesi con le proprie armate, Alaungpaya venne a sapere che i britannici avevano venduto armi ai mon. Il 6 ottobre 1759, 2.000 soldati birmani occuparono l'isola, si impadronirono del forte e trucidarono i britannici presenti. L'evento congelò definitivamente i rapporti diplomatici tra Ava e Londra, ed i britannici non avrebbero più messo piede nel paese fino al maggio del 1824, quando un corpo d'armata di 10.000 uomini sbarcò nell'odierna Yangon durante la prima guerra anglo-birmana.